# مرکز متدیست وست‌مینستر
مرکز متدیست وست‌مینستر (انگلیسی: Methodist Central Hall Westminster) یکی از جاذبه‌های گردشگری در شهر وست‌مینستر، لندن است.
این ساختمان که یک کلیسای متدیسم و سالن کنفرانس است از آن به عنوان گالری هنری و ساختمان اداری نیز استفاده می‌شود، این کلیسا که در سال ۱۹۱۱ ساخته شده در ناحیه ویکتوریا، لندن واقع شده‌است.

## نگارخانه

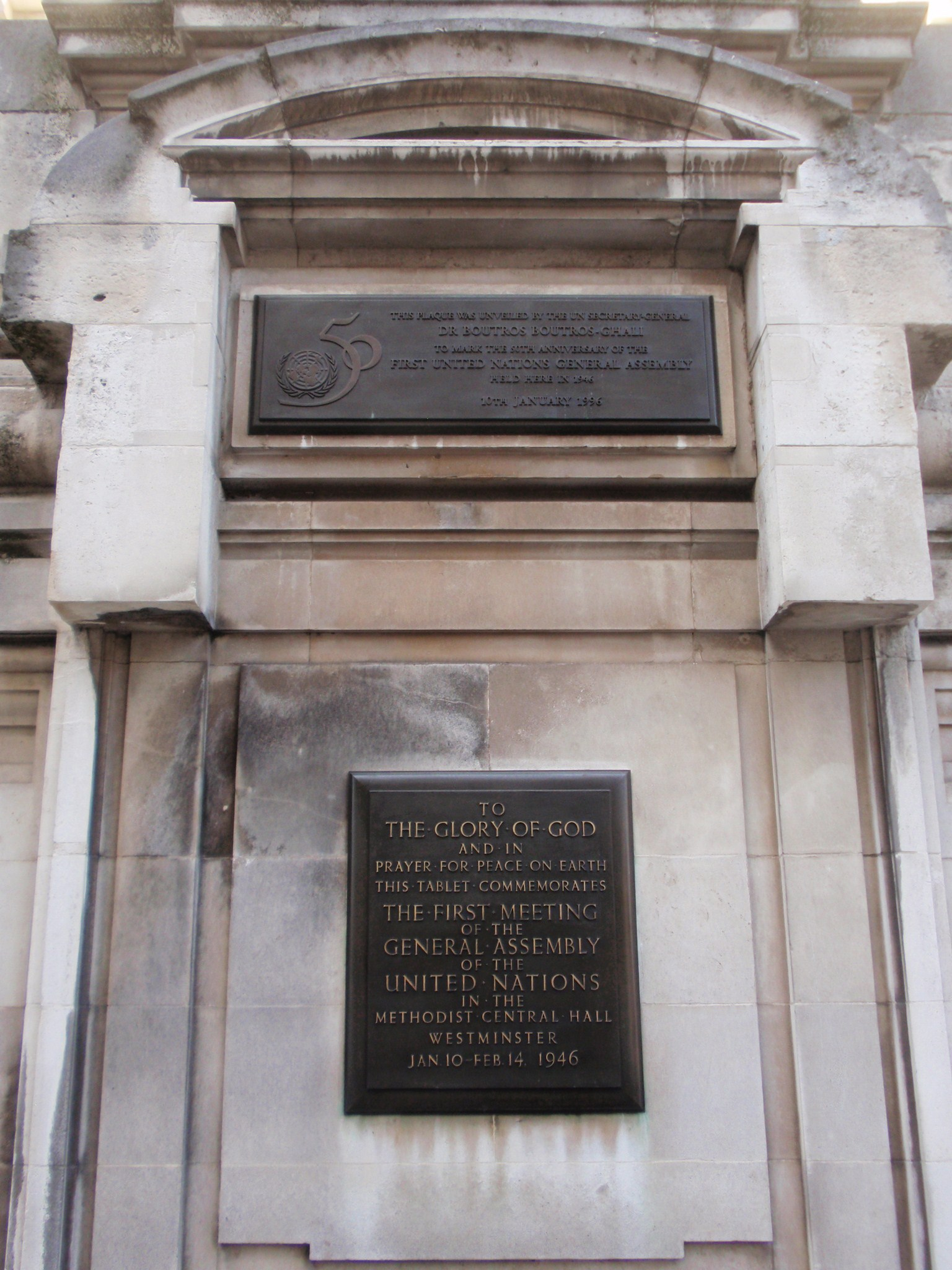
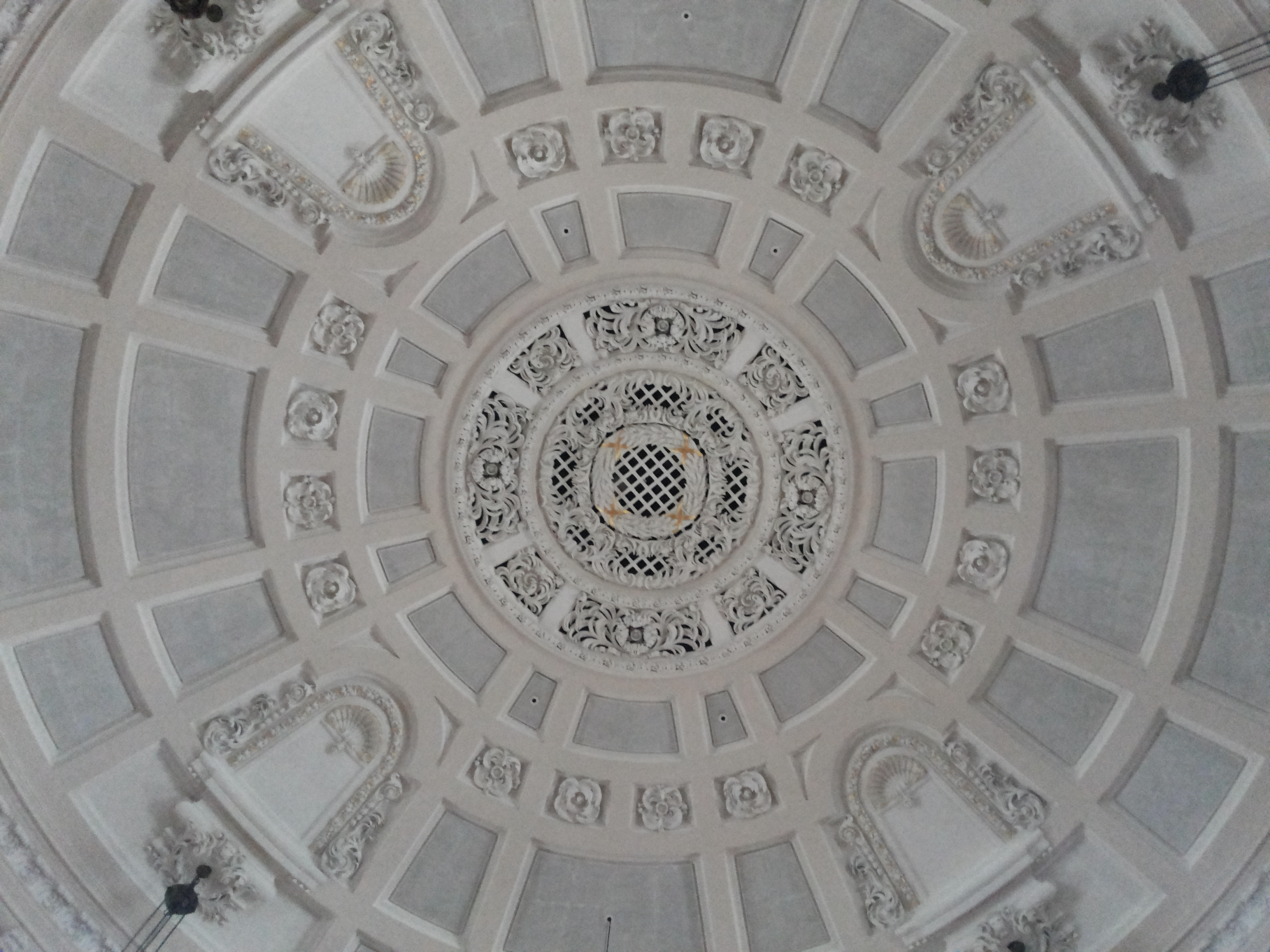
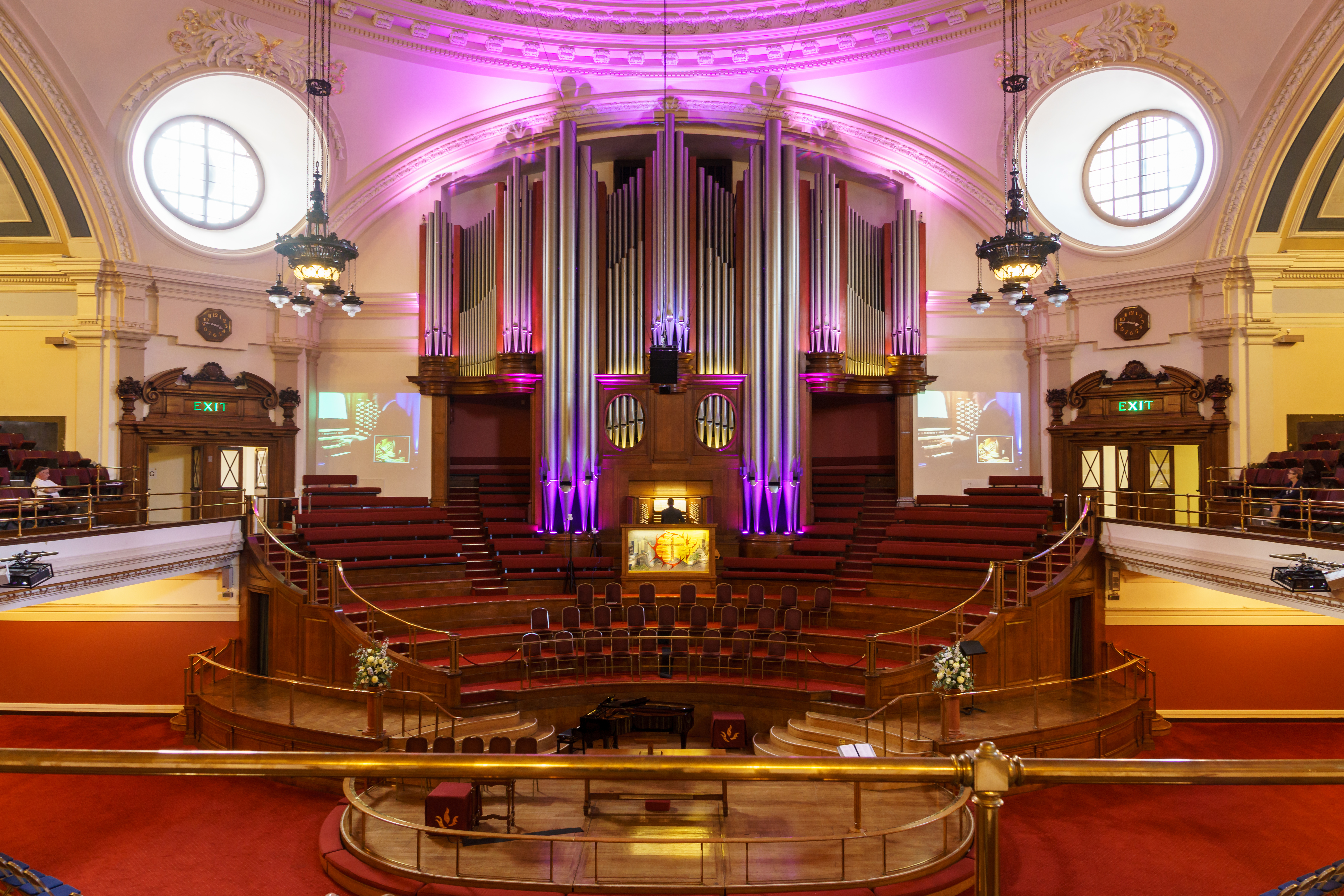
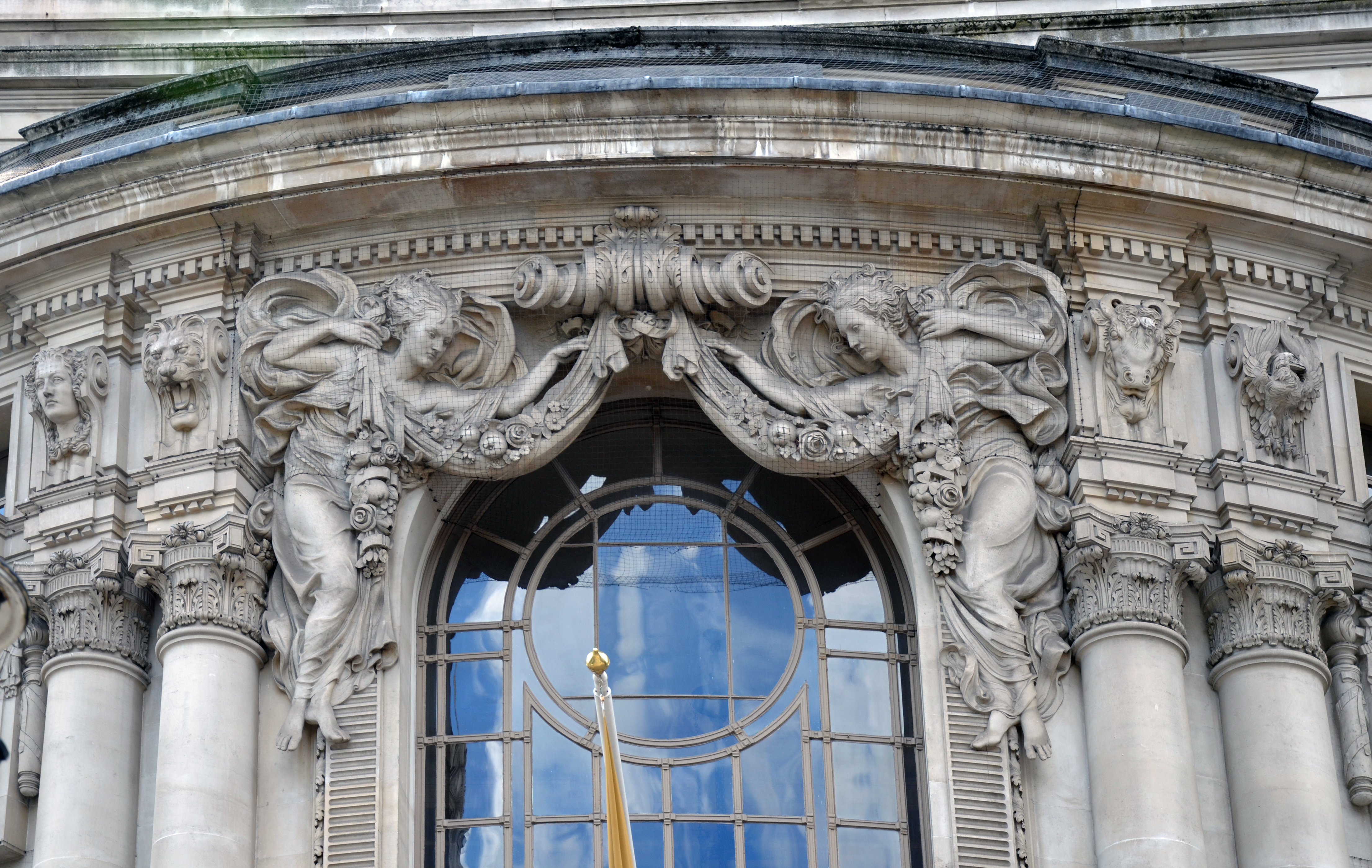
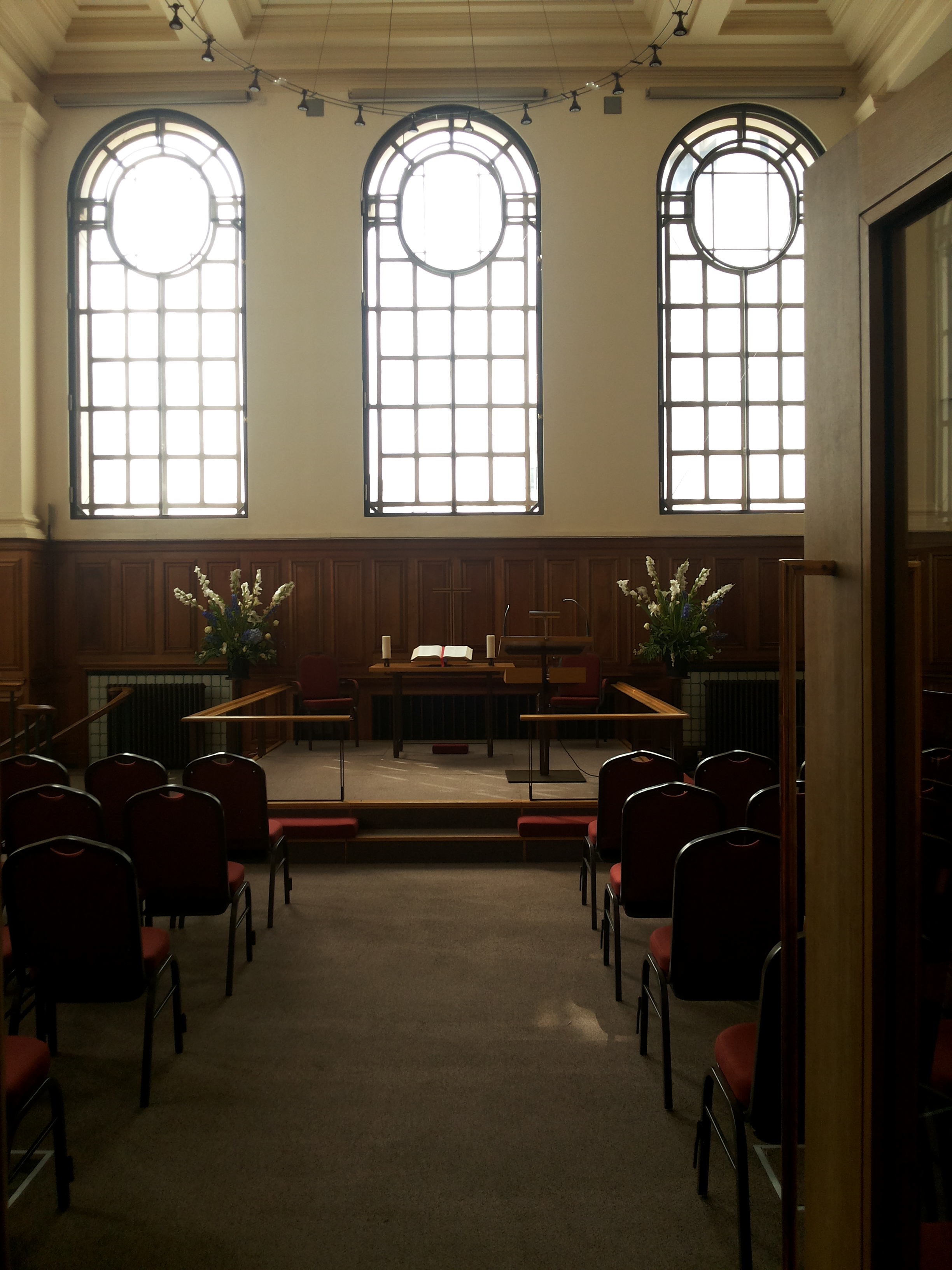
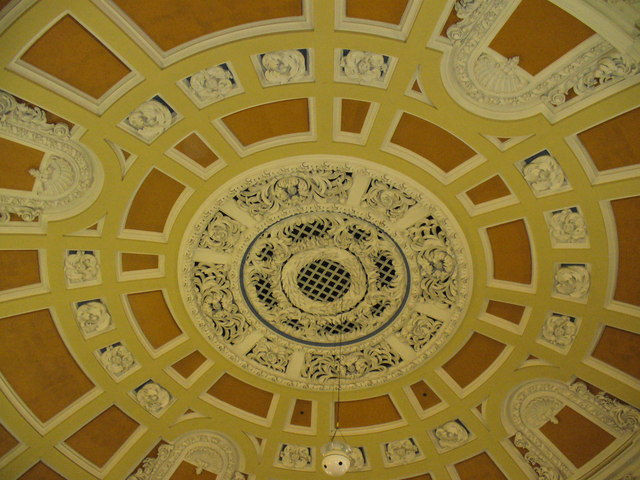
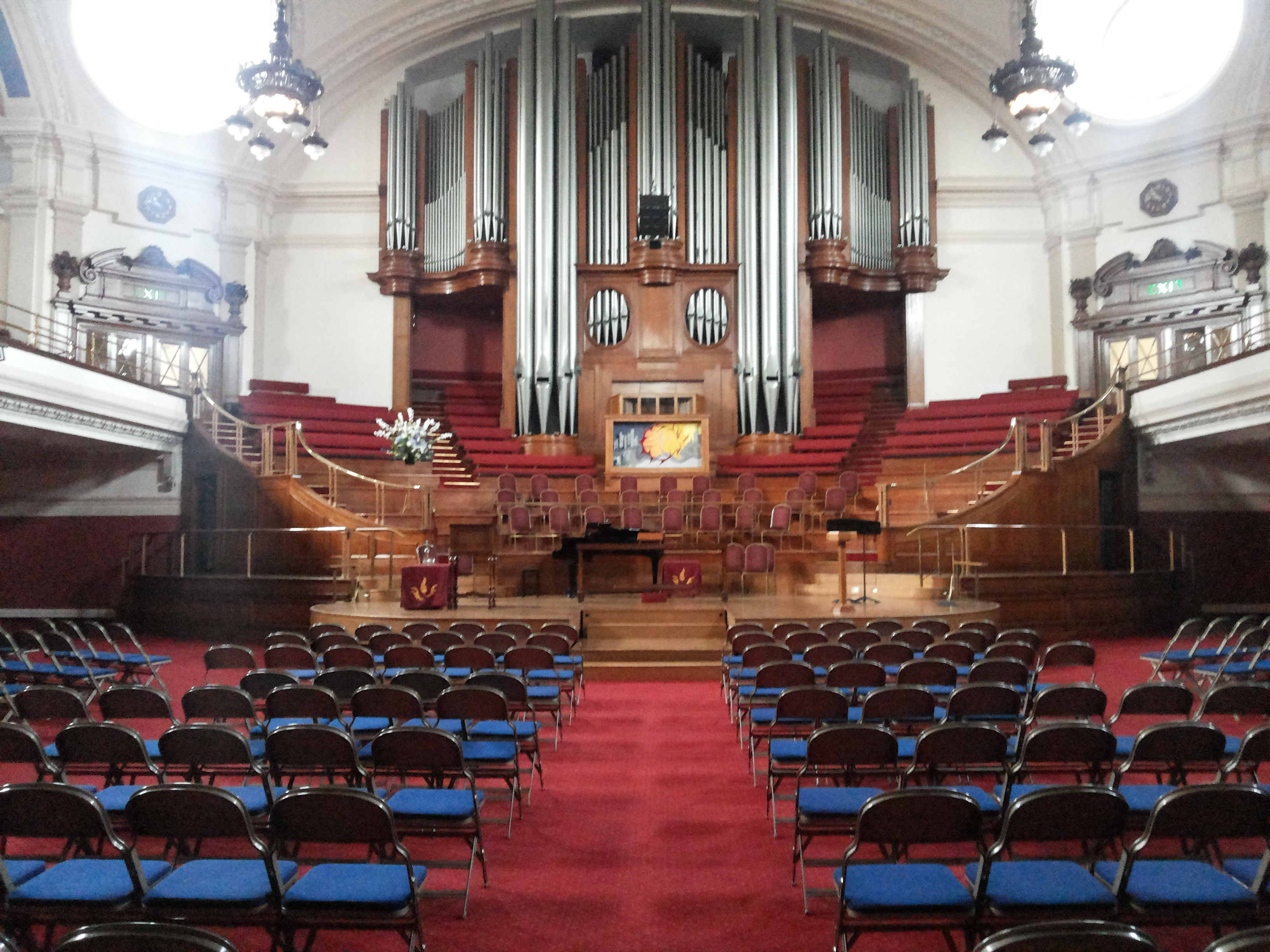
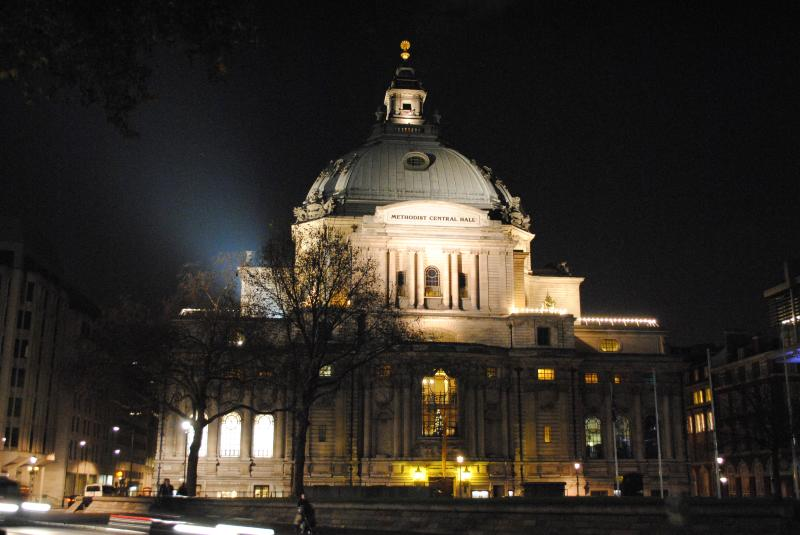
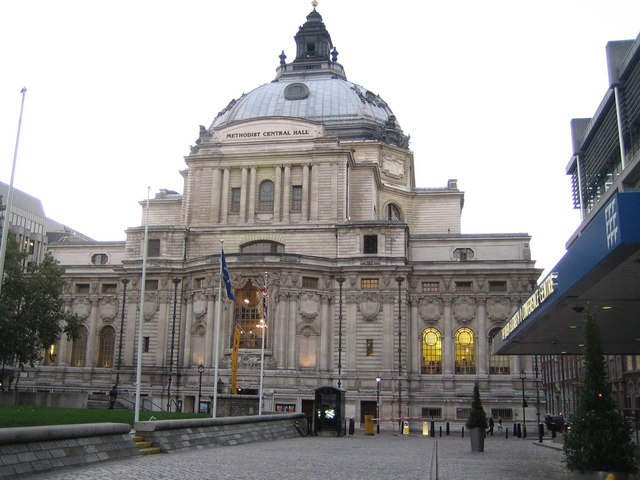